# Alojz Hlina
Alojz Hlina (* 22. října 1970, Liptovský Mikuláš) je slovenský podnikatel, občanský aktivista a v parlamentním cyklu 2012–2016 také poslanec NR SR. Od června 2016 do roku 2020 zastával funkci předsedy mimoparlamentního Křesťanskodemokratického hnutí. V roce 2023 byl zvolený poslancem NR SR na kandidátce strany Svoboda a solidarita.

## Životopis

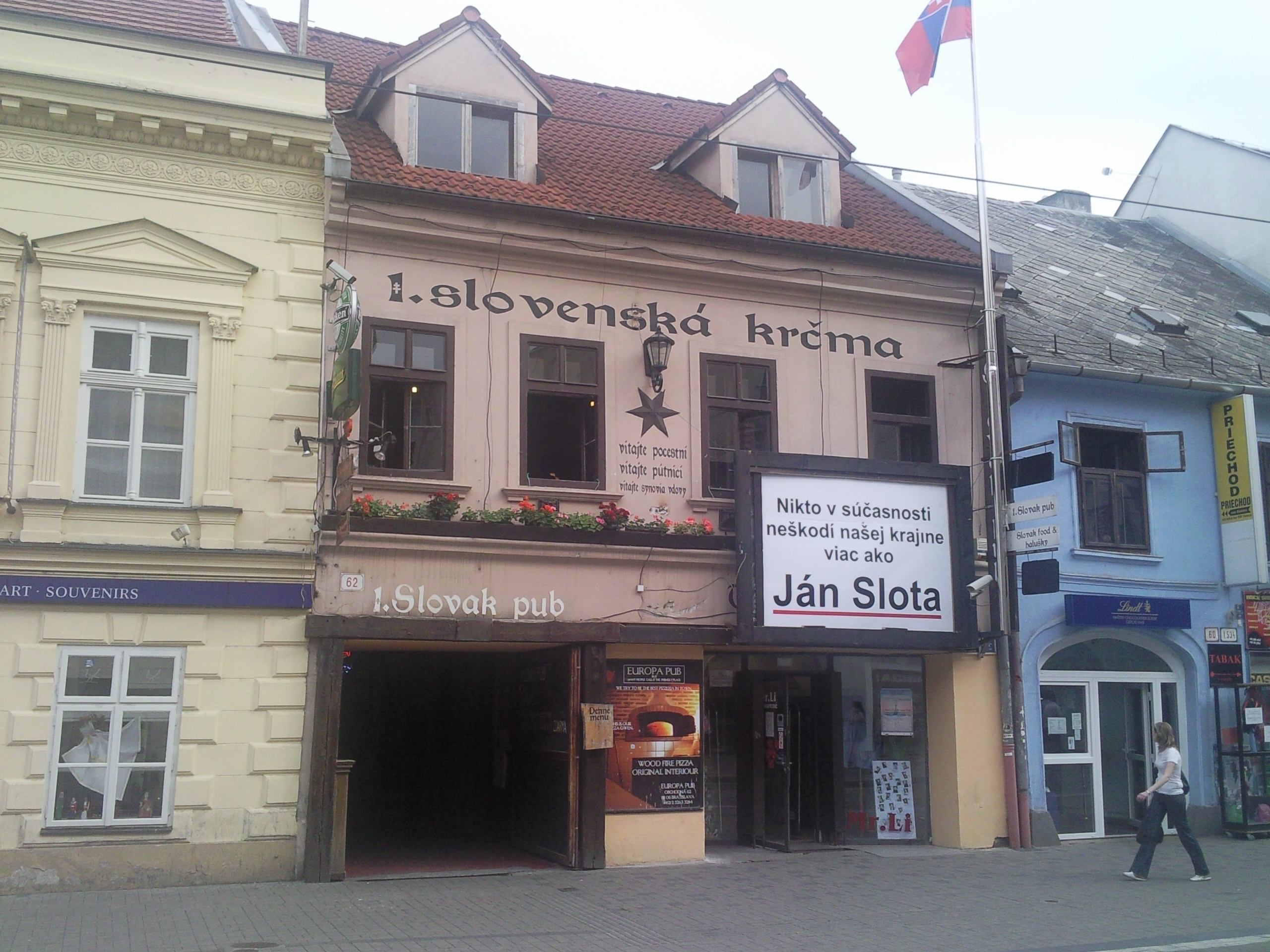
Slovak pub v Bratislavě v době, kdy byl majitelem Alojz Hlina

Dětství prožil na Horní Oravě, vyrůstal bez otce. Od svých 13 let se snažil na brigádách vydělávat peníze na oblečení a studia.[zdroj?] Maturoval na střední zemědělské škole v Liptovském Mikuláši. Rok poté byl přijat na Vysokou školu zemědělskou v Nitře.
V souvislosti se změnami v listopadu 1989 opustil studium a stal se manažerem Vysokoškolské unie Slovenska v Bratislavě.
Od roku 1992 se věnuje projektům v Číně a na Slovensku.
V Bratislavě a Žilině provozoval gastronomická zařízení. V širší známost vešel svými občanskými iniciativami a aktivitami, zvláště proti vulgárnímu chování Jána Sloty, předsedy nacionalistické Slovenské národní strany.

### Politické aktivity
V předčasných parlamentních volbách 2012 byl zvolen na kandidátce hnutí Obyčejní lidé a nezávislé osobnosti (OĽaNO) a stal se poslancem NR SR s mandátem do roku 2016. Je členem Výboru NR SR pro obranu a bezpečnost.
Dne 31. srpna 2012 nechal před vilu Vasila Biľaka v Bratislavě přistavit sovětský tank T-72 s hlavní namířenou do oken vily. Hlina tímto způsobem chtěl 95letému představiteli komunistického režimu připomenout jeho úlohu v tzv. Zvacím dopise, který se váže k Invazi vojsk Varšavské smlouvy v srpnu 1968.
Ještě téhož roku na podzim se ale s OĽaNO rozešel, opustil poslanecký klub a byl nezávislým poslancem. V parlamentu proslul svými příspěvky a poznámkami.
V létě 2014 založil svou stranu Občané Slovenska (Občania Slovenska).
V březnu 2015 vstoupil do poslaneckého klubu Křesťanskodemokratického hnutí (KDH). V červnu následujícího roku se stal jejím předsedou. Po neúspěchu strany ve volbách v roce 2020 odstoupil z funkce odešel.
Ve volbách v roce 2023 kandidoval jako nestraník na posledním 150. místě kandidátky strany Svoboda a solidarita (SaS), odkud byl zvolený poslancem díky preferenčním hlasům.

## Rodina
Je ženatý a má dvě děti. Vedle mateřské slovenštiny hovoří také anglicky, německy, rusky a čínsky.